# Антикоагулянты
Антикоагуля́нты (от лат. anti- — «про́тиво-» и coagulans (род. п. coagulantis) — «вызывающий свёртывание») — химические вещества и лекарственные средства, угнетающие активность коагуляционного гемостаза (свёртывающей системы крови) и препятствующие образованию тромбов.

## Действие антикоагулянтов
Антикоагулянты оказывают влияние на различные звенья процесса свёртывания крови. Различают антикоагулянты прямого действия (гепарин, гирудин), понижающие активность тромбина в крови, и антикоагулянты непрямого действия (дикумарин, варфарин, неодикумарин или пелентан, фенилин, синкумар), нарушающие образование протромбина в печени, участвующего в свёртывании крови. Проходят клинические испытания: милвексан.

## Другие препараты, уменьшающие свёртываемость крови
Уменьшают свёртываемость крови также не относящиеся к антикоагулянтам препараты, такие как цитрат натрия, салицилат натрия,  ацетилсалициловая кислота.

## Применение антикоагулянтов
Антикоагулянты применяют при инфарктах миокарда, лёгочных эмболиях, тромботических и эмболических инсультах, тромбофлебитах. Применяют профилактически при атеросклерозе коронарных артерий мозговых сосудов, ревматических митральных пороках сердца. В хирургии применяют для предупреждения образования тромбов в послеоперационном периоде, во время процедуры гемодиализа. В гематологии применяют для использования с устройствами автоматического плазмафереза для заготовки компонентов крови человека (эритроциты, тромбоциты, плазма).

## Противопоказания
Язвенная и почечнокаменная болезни, заболевания печени, заболевания со склонностью к кровотечениям, беременность.